# اولتراوایولت
اولتراوایولت (انگلیسی: Ultraviolet) یک رستوران تک‌-میزه در شهر شانگهای است که در سال ۲۰۱۲ توسط سرآشپز فرانسوی پل پره راه‌اندازی شد. این رستوران در سال ۲۰۱۴ عضو سازمان «میزهای بزرگ جهان» شد و نخستین رستورانی از کشور چین است که به عضویت این سازمان درآمد. این رستوران در سال ۲۰۱۸ سه ستارهٔ میشلن دریافت کرد.
این رستوران تنها ۱۰ تک-میز دارد و اتاق غذاخوری آن زاهدانه و ساده است، بدون دکور، بدون آثار هنری، بدون تابلوی نقاشی و بدون پنجره‌ای رو به بیرون.